# Noninterlaced
Noninterlaced (magyarul progresszív kódolás) a digitális kamerák speciális felvételi módja, elsősorban a komolyabb, már adásképes gépek tulajdonsága.
A digitális kamerák, amennyiben a PAL szabványt követik, úgy 25 fpst (frame per second) használnak, tehát másodpercenként 25 képkockát. Ez a valóságban azonban nem ennyi, hanem 50 fél-kép rögzítése, amelyet párosával összerendezve kapjuk meg a 25 teljes értékű framet. A felek összeillesztése sávokban történik, ezért ezt idegen szóval interlaced rögzítési módnak nevezzük. Az interlaced kép jellegzetesen "tévés" kinézetű, mélyélessége igen nagy, továbbá erős mozgásoknál, illetve kimerevített képkockáknál feltűnően sávozott, töredezett. Ez a töredezettség különösen megnő, ha az anyagot tömörítjük (megoldás lejjebb).
A progresszív-, vagy noninterlaced kódolást használó kamerák (amelyek kivétel nélkül tudják az előző módszert is, viszont átkapcsolhatók) képesek már teljes méretű képek rögzítésére is, magyarán az 50 fél helyett 25 teljes értékű frame-el dolgoznak (25Pnek is nevezik őket). Ez, noha digitális eljárásról van szó, sokkal jobban emlékeztet a tényleges film exponálására, tehát a progresszív felvételek filmszerűbbek. Általában jellemző színkezelésükre egyfajta furcsa ragyogás, továbbá drasztikusan leesik a mélyélességük, tehát nem lesznek olyan bántóan élesek, karcosak, és a fókuszt is jobban lehet tényleges kiemelésre használni. A progresszív mind állóképben, mint filmben sokkal szebb és jobb képet ad, nem véletlenül az egyik legdrágább opció. Megjegyzendő, hogy a teljes rögzítés miatt több fényre van szüksége, mint a hagyományos módszernek, ezért célszerű jobban blendét nyitni hozzá. A progresszív kép 1/50-es záridővel a legszebb. Különleges hordozót nem igényel, tehát bármilyen digitális szalagra lehet ily módon rögzíteni, amivel a kamera eleve kompatibilis.
A progresszívben felvett képet különleges módszerrel lehet digitalizálni. Az interlaced kép rögzítésekor a felvevő program két lehetőséget kínál fel aszerint, hogy melyik fél-kép sávjaival kezdjük: ez a Lower field first, illetve az Upper field first. Progresszív esetén ennek nincsen értelme, hiszen teljes képeink vannak, ezért a felmerülő harmadik lehetőséget válasszuk, ez a No Fields, más néven Progressive Scan. Ezek után a vágóprogram az anyagot gépre írja, ahol az normálisan szerkeszthető. Exportáláskor azonban újra figyelnünk kell. Ugyanúgy a fenti adatok érvényesek, csak a kimenetnél is be kell állítani őket.
Progresszív anyagot interlaced módban is be lehet írni különösebb zavaró tényező nélkül, csak értelme sincs, hiszen elvész a lényeg. Fordítva azonban ez nem áll, a hagyományos rögzítési móddal felvett snitteket No Fields-móddal beírva torz, használhatatlan musztert kapunk.
Vágás során keverhetünk progresszív és interlaced felvételeket, amennyiben a képek minősége közötti esztétikai különbséget nem érezzük zavarónak (noha többnyire az). 
Ha mégis mindenáron keverni akarunk, úgy a következő trükközésre van lehetőség:
a legtöbb vágóprogram felajánlja a Deinterlace lehetőséget. Ez nem tesz mást, mint interlaced anyagot alakít át progresszívbe az által, hogy véglegesen összeilleszti a sávokat. Az interlaced élessége valamelyest hasonlóbb lesz, de ugyanazt a hatást soha nem érhetjük el ezzel az utólagos trükkel, mintha eleve úgy vennénk fel. (ez egyébként az összes digitális trükkre, layerre, színkorrekcióra igaz).
Amennyiben interlaced anyagunk zavaróan sávos, úgyszintén ajánlott a Deinterlace használata. Progresszív felvételekre, részletekre a parancs hatástalan marad, mivel eleve nincsenek sávolva.